# Мессер, Владимир Павлович
Владимир Павлович Мессер (21 декабря 1840, Санкт-Петербург — 17 декабря 1904, Санкт-Петербург) — вице-адмирал российского императорского флота.

## Биография
Потомственный дворянин Санкт-Петербургской губернии. Православный. Родился в столице Российской империи — Санкт-Петербурге, в семье офицера флота Павла Фомича Мессера (1784-1861) и Луизы Ивановны, урожденной Сиверс (1805-1898), четвёртый сын в семье.

### Послужной список
- 1859 — Окончил Морской кадетский корпус с производством 11 мая 1859  года в мичманы и зачислением в 18-й флотский экипаж. 8 июля 1863 года произведен в лейтенанты[1].

10 октября 1869 года назначен старшим офицером клипера «Изумруд». В 1870-1873 годах совершил на клипере плавание на Дальний Восток. В 1873 году произведен в капитан-лейтенанты.
- 1877—1891 — Командовал канонерской лодкой «Картечь», корветами «Боярин» и «Аскольд», фрегатом «Князь Пожарский». 1 января 1887 года произведен в капитаны 2-го ранга. Пользовался репутацией опытного моряка, строгого и принципиального начальника.
- 1893—1894 — Начальник штаба Кронштадтского порта.
- 1894—1895 — Командующий Учебным отрядом судов Морского кадетского корпуса.
- 1896—1897 — Возглавлял отряд судов Балтийского моря, назначенных для испытаний. Выступил с резкой критикой порядков «казенного судостроения», которая сыграла известную роль в принятии в 1900 г. «Временного положения о новом судостроении в С.-Петербургском порте».
- 1898 — Произведен в вице-адмиралы и назначен старшим флагманом 2-й флотской дивизии.
- 1899 — Командовал Учебной эскадрой Балтийского моря. В 1901 году временно исправлял должность главного командира Кронштадтского порта и 1 августа ему объявлено Монаршее благоволение за отличное состояние судов, отправляющихся в заграничное плавание.
- С декабря 1901 г. состоял членом Главного военно-морского суда.

### Мнения
Это был выдающийся моряк, суровый и грубый с виду человек, но вместе с тем редкой честности и большой доброты. Встретил он нас краткой речью, что-то вроде того, что учитесь и ведите себя хорошо, а не то заставлю. По старинной школе только плохой моряк не извергал ежеминутно бранных, нецензурных слов, чего придерживался и Владимир Павлович, уснащая свою речь или приказания зачастую такими трехэтажными выражениями, что мы, воспитанники, только удивлялись красоте и мощности русского языка.— С. С. Фабрицкий

Лучший и честнейший наш адмирал, в свое время первый поднявший вопрос о неустройстве нашего флота и всю жизнь с этим неустройством боровшийся.— П. А. Вырубов
Журнал "Русское судоходство" сумел каким-то образом получить один из семи литографированных экземпляров отчета, который в 1897 году командующий отдельным отрядом судов, назначенных для испытаний, контр-адмирал В.П.Мессер передал Управляющему Морским министерством. Публикация отчета в № 192, 193 журнала произвела эффект разорвавшейся бомбы. 
Отчет был наполнен множеством подчас совершенно скандальных примеров и фактов о вопиющих дефектах, недоделках, неисправностях в технике и устройстве представленных для испытания кораблей. И все эти дефекты, как и случаи открытой халтуры, обнаруживались исключительно на кораблях казенной постройки. Корабли Балтийского завода и других частных предприятий отличались доброкачественностью работ, аккуратностью и чистотой отделки, исправным и безотказным действием механизмов, систем и устройств.
Непреложно вытекал из этих фактов вывод о крайней архаичности, примитивности и неэкономичности системы казенного судостроения. Построенная на сиюминутном сбережении казенной копейки, она в качестве, сроках и стоимости работ безнадежно проигрывала действовавшим на основе рыночных законов частным предприятиям. Секрет успеха Балтийского завода объяснялся, например, тем простым обстоятельством, что он управлялся не далекими от проблем судостроения чиновниками, а заинтересованными в деле, обладающими профессиональными знаниями корабельными инженерами.

И если бы не было в жизни адмирала других заметных событий, кроме краткого командования отрядом судов, назначенных для испытаний, то и тогда его вклад в развитие флота можно считать одним из самых значительных.— Рафаил М. Мельников

## Семья
Был женат. Дети:
- Константин (6 май 1876 — 24 апрель 1904) - лейтенант флота.
- Павел (13 март 1883 — 1938)
- Иван (1884 — 16 декабрь 1952, Кривленд, США)
- Юлия Владимировна Мессер (Яковлева)